# Рубіна Алла Давидівна
Алла Давидівна Рубіна (Київ, УРСР) — українська артистка балету, хореографка, критикиня, театрознавиця. Заслужена артистка України.

## Життєпис
Закінчила Київське державне хореографічне училище, Державний інститут театрального мистецтва (ГИТИС), факультет театрознавства, курс Миколи Ельяша, м.Москва, Санкт-Петербургську (Ленінградську) державну консерваторію, факультет музичної режисури, режисура балету, курс Микити Долгушина.
Працювала артисткою балету в Одеському й Київському театрах опери й балету.
Як головна балетмейстерка працювала в Київському державному мюзік-холі й Київському театрі естради, у Державному музичному театрі для дітей й юнацтва.
У 1990—1996 р. — головна балетмейстерка Київського єврейського театру «МАЗЛТОВ», де заснувала вперше у світі професійний «Єврейський балет», що сповідує культуру діаспори. В 1995 році на фестивалі в Лос-Анжелісі «Єврейський балет» одержав почесний приз «Зірка Голівуду».
Членкиня журі багатьох міжнародних конкурсів: «Сержа Лифаря» Україна, Київ; Сучасної хореографії «Сергія Дягілєва» Гдиня, Польща; «XXI століття» Україна, Київ.

## Досягнення
- Заслужена артистка України.
- Головна балетмейстерка Національного академічного драматичного театру імені Лесі Українки..
- Головна балетмейстерка Національного українського театру ім. Івана Франка.
- Доцентка кафедри хореографії Національної академії керівних кадрів культури й мистецтв.
- Доцентка кафедри хореографії Національного Театрального університету.
- Лауреатка міжнародного конкурсу ім. Сержа Лифаря в номінації «Хореограф», 1994 й 1996 р.м. Володарка почесного призу «Зірка Голівуду», Лос-Анджелес, США, 1995 р.
- Володарка театральних премій «Київська пектораль» 1998 р., 2000 р., 2002 р., 2003 р. й «Образ мрії» 1997 р.
- Лауреатка міжнародного фестивалю театрів у м.Бухарест, Румунія, 1994 р. Володарка більш ніж 30 нагород Міжнародних, Всесоюзних і Республіканських фестивалів і конкурсів.

## Балетні постановки
- «Мушкетер» — номер для Аліни Кожокару (Міжнародний конкурс артистів балету в Москві, 1997)
- І. Карабиць «Київські фрески» — ораторія-балет, «Цвіт Папороті» — фольк-опера-балет (Національна опера України)
- Є. Станкович «Травнева ніч» — балет за твором М. Гоголя (Київський державний театр опери та балету для дітей та юнацтва)
- І. Стравінський «Весна священна» — балет (Харківський оперний театр)
- Л. Дичко «Катерина Білокур» — балет (Національна філармонія України)
- О. Шимко «Обранець сонця» — фольк-балет-містерія (Київський державний театр опери та балету для дітей та юнацтва)
- «Кармен Street» (балетна школа "Кияночка")[1]